# John Hillerman
Pour les articles homonymes, voir Hillerman.
John Hillerman, né le 20 décembre 1932 à Denison (Texas) et mort le 9 novembre 2017 à Houston (Texas), est un acteur américain.
Il est notamment connu pour son interprétation, de 1980 à 1988, du personnage de Jonathan Higgins dans la série télévisée Magnum avec Tom Selleck. Il obtient pour ce rôle un Golden Globe Award (1982) du meilleur second rôle dans une série télévisée et un Emmy Award (1987) du meilleur second rôle dans une série dramatique.

## Biographie

### Carrière
John Hillerman fait ses débuts à Broadway comme acteur de théâtre en 1959. Il a des petits rôles dans les films La Dernière Séance (film) (1971), L'Homme des Hautes Plaines (1972), La Barbe à papa (1973), Le shérif est en prison et Chinatown (1974).

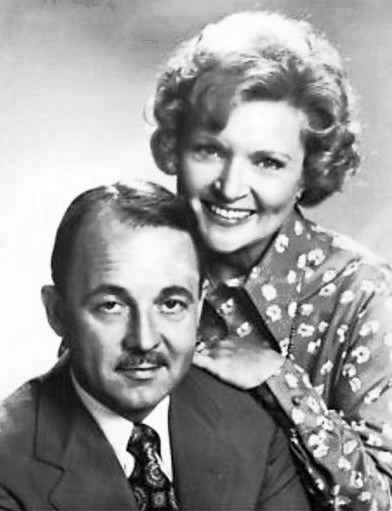
John Hillerman en compagnie de Betty White dans ' en 1977.

À partir de 1975, il commence à être connu à la télévision dans des seconds rôles et apparaît dans plusieurs séries télévisées. De 1976 à 1980, il est M. Conners dans une série populaire, Au fil des jours. Il est aussi parmi les acteurs principaux de la série The Betty White Show (en) en 1977, incarnant l'ex-mari de Betty White.
Mais John Hillerman est surtout connu pour son rôle dans la série Magnum (Magnum P.I.) auprès de l'acteur-vedette Tom Selleck. De 1980 à 1988 et durant 158 épisodes, il y interprète le rôle de Jonathan Quayle Higgins III (surnommé « Higgins »), un ancien officier du renseignement britannique toujours rigide et tiré à quatre épingles dans son uniforme (souvent beige et à bermuda). Grâce à ce rôle, il obtient un Emmy Award du meilleur second rôle dans une série et un Golden Globe du meilleur acteur dans un second rôle (1982).
Pour interpréter le personnage d'Higgins, Hillerman travailla à effacer son accent texan et s’entraîna sur une tonalité très britannique. Dans ce but, il répéta durant des heures en visionnant les prestations de l'acteur Laurence Olivier. Concernant son rôle, il déclara à l'époque dans une interview : « Je pourrais le jouer pendant une décennie sans m'ennuyer. J'adore incarner des gens suffisamment malins pour vous insulter… l'air de rien ». Par ailleurs, lors du tournage de la série, l'acteur devint amoureux de Hawaï et s'acheta une propriété après la fin du tournage. Son rôle de Jonathan Higgins est le rôle de sa vie, au point qu'il jouera plusieurs fois des personnages nommés « Jonathan Higgins » comme dans les séries Arabesque, Simon et Simon et Code Quantum notamment
Hormis ces séries, il a fait de courtes apparitions à la télévision dans Hawaï police d'État, Kojak, Wonder Woman, Pour l'amour du risque et La Petite Maison dans la prairie.
En 1984, il est l'animateur du David Hemmings-directed puzzle video Money Hunt.
En 1990, il retourne à la télévision pour une saison comme Lloyd Hogan dans la série The Hogan Family. En 1993, il joue dans Berlin Antigang (Berlin Break) le rôle de Mac Mackenzie, ex-espion ayant la profession de barman comme couverture. Il prend sa retraite en 1999.

### Vie privée et mort
John Hillerman est toujours resté très secret sur sa vie privée. Il avoue cependant, en 1982, ne rien aimer tant que traîner chez lui à regarder des films. Il ajoute : « Je suis un célibataire diplômé. Je fume, je bois, je ne pratique aucun sport et suis très heureux comme ça ! ».
Il meurt le 9 novembre 2017 à l'âge de 84 ans à son domicile de Houston, des suites d'une maladie cardiovasculaire.

## Filmographie

### Cinéma
- 1971 : La Dernière Séance de Peter Bogdanovich : le professeur
- 1971 : L'Homme de la loi de Michael Winner : Totts
- 1972 : L'Homme des Hautes Plaines de Clint Eastwood : le bootmaker
- 1972 : Un homme est mort de Jacques Deray : le directeur du grand magasin
- 1972 : On s'fait la valise, Doc ? de Peter Bogdanovich : M. Kaltenbom, le directeur de l'hôtel
- 1972 : Alerte à la bombe de John Guillermin : Walter Brandt
- 1972 : Opération clandestine de Blake Edwards : Jenkins
- 1973 : La Barbe à papa de Peter Bogdanovich : le shérif Jess Hardin
- 1973 : Le Voleur qui vient dîner de Bud Yorkin : Lasker
- 1974 : Chinatown réalisé par Roman Polanski : Yelburton
- 1974 : Le shérif est en prison de Mel Brooks : Howard Johnson
- 1974 : The Nickel Ride de Robert Mulligan : Carl
- 1975 : Les Aventuriers du Lucky Lady de Stanley Donen : McTeague
- 1975 : Le Jour du fléau de John Schlesinger : Ned Grote
- 1975 : Enfin l'amour de Peter Bogdanovich : Rodney James
- 1977 : Audrey Rose de Robert Wise : Scott Velie
- 1979 : Sunburn, coup de soleil de Richard C. Sarafian : Webb
- 1981 : La Folle Histoire du monde de Mel Brooks : un homme riche
- 1984 : Les Branchés du bahut (en) (Up the Creek) de Robert Butler : Dean Burch
- 1984 : Money Hunt: The Mystery of the Missing Link (en) de David Hemmings : l'hôte
- 1989 : Gummibärchen Kübt man nicht (de) de Walter Bannert (de) : le padre
- 1996 : Les Nouvelles Aventures de la famille Brady d'Arlene Sanford : le docteur Whitehead

### Télévision
- 1971 : Sweet, Sweet Rachel (téléfilm) de Sutton Roley : l'examinateur médical
- 1972 : Le Sixième Sens (série) : Adrian Weems
- 1972 : The Great Man's Whiskers (en) (téléfilm) de Philip Leacock : le major Underwood
- 1972, 1973 et 1975 : Mannix (série télévisée) : J. H. Morell / Larry Lawton
- 1974 : Maude (série) : un ivrogne
- 1974 : Kojak (saison 1, épisode 22, « The Only Way out ») : Mark Gallant
- 1974 : La Colère du juste (The Last Angry Man) (téléfilm) : l'inspecteur forestier
- 1974 : La Loi (en) (The Law) (téléfilm) de John Badham : Thomas Q. Rachel
- 1975 : The Bob Crane Show (en) (série) : Dean Harrington
- 1975 : Ellery Queen (téléfilm) : Simon Brimmer
- 1975-1976 : Ellery Queen, à plume et à sang (série) : Simon Brimmer
- 1976 : Serpico (série) : Raoul Christie
- 1976 : Wonder Woman (série) : Conrad Steigler
- 1976 et 1978 : Hawaï police d'État (série) : Donald Blair / Nelson Bodine
- 1976-1980 : Au fil des jours (série) : M. Connors
- 1977 : Delvecchio (en) (série) : le docteur Augustus Hamilton
- 1977 : Relentless (téléfilm) : le major Leo Hargit
- 1977 : Kill Me If You Can (téléfilm) : George Davis
- 1977-1978 : The Betty White Show (en) (série) : John Elliot
- 1978 : La Petite Maison dans la prairie (saison 5, épisode 8, « Le journal », « Harriet's Happenings ») : Sterling Murdock
- 1978 : Betrayal (téléfilm) : Victor Slavin
- 1978-1979 : Embarquement immédiat (série) : Herron / Richter
- 1979 : Beane's of Boston (téléfilm) : M. Peacock
- 1979 et 1983 : La croisière s'amuse (série) : Ed Hartnett / Manfred Benusse
- 1980 : Soap (série) : le ministre
- 1980 : Young Maverick (en) (série) : McBurney
- 1980 : Pour l'amour du risque(série) : Victor Sutter
- 1980 : Lou Grant (série) : Sturbridge
- 1980 : Cher Inspecteur (série) : Charles Duvalier
- 1980 : Marathon (téléfilm) : Greg
- 1980-1988 : Magnum (série) : Jonathan Higgins
- 1982 : Simon et Simon (série) : Jonathan Higgins
- 1982 : Little Gloria... Happy at Last (en) (téléfilm) : Maury Paul
- 1982 : Jake Cutter (2 épisodes) : Fritz the Monocle
- 1986 et 1992 : Arabesque (série) : Jonathan Higgins / Edgar Greenstreet
- 1987 : Assault and Matrimony (téléfilm) : Cyril
- 1988 : Street of Dreams (en) (téléfilm) : Raymond Kepler
- 1989 : Le Tour du monde en quatre-vingts jours (mini-série) : Sir Francis Commarty
- 1990 : La Main de l'assassin (téléfilm) : le docteur Watson
- 1990-1991 : Valérie (série) : Lloyd Hogan
- 1993 : Berlin Antigang (Berlin Break) (série) : John J. McKenzie